# 錫諾維諾湖
56°29′46″N 28°59′13″E / 56.49611°N 28.98694°E
錫諾維諾湖（俄语：Синовино），是俄羅斯的湖泊，位於該國西北部，由普斯科夫州負責管轄，處於謝別日區，面積1.2平方公里，集水區面積3.3平方公里，平均水深9.2米，最大水深19.7米。